# Kittie Knox
Katherine Towle Knox (ur. 7 października 1874 w Cambridge, zm. 11 października 1900 tamże) – kolarka, pierwsza Afroamerykanka przyjęta do Ligi Amerykańskich Kolarzy (League of American Wheelmen, LAW).

## Życiorys
Była córką Katherine Towle, białej młynarki w Biddeford pochodzącej z East Parsonfield w stanie Maine, oraz krawca Johna Knoxa, czarnego mężczyzny z Filadelfii, aktywisty na rzecz równości rasowej.
Jej ojciec zmarł, gdy Know miała 7 lat. Po jego śmierci lub wcześniej, po rozstaniu rodziców, a według innych relacji w latach 80. XIX wieku, Know wraz z matką i starszym bratem Ernestem przeprowadziła się do Bostonu. Zamieszkali w dzielnicy West End zamieszkałej głównie przez ludność czarną i imigrantów. Kilka przecznic dalej mieszkała Annie Londonderry, pierwsza kobieta, która przejechała rowerem dookoła świata.
W Bostonie Knox pracowała jako krawcowa i szwaczka, co umożliwiło jej niezależność finansową i zaoszczędzenie pieniędzy na kupno roweru. Kolarstwem zainteresowała się jako nastolatka.

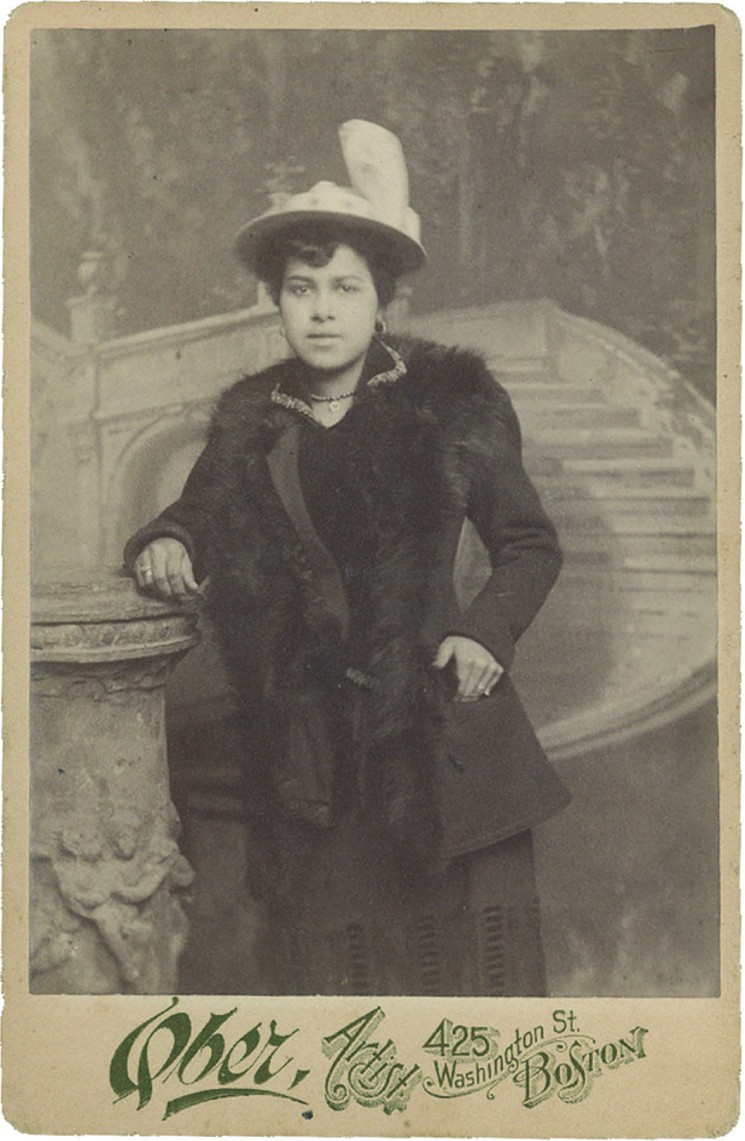
Kitty Knox na zdjęciu wykonanym przez fotografkę Clarę Ober w jej zakładzie fotograficznym Bostonie

W 1893 wstąpiła do Riverside Cycling Club, jednej z pierwszych organizacji cyklistów dla Afroamerykanów, lub była jej członkinią-założycielką. Z innymi kobietami należącymi do organizacji urządzała wycieczki rowerowe po okolicy, np. do Cottage City (współcześnie Oak Bluffs).
W 1893 wstąpiła do LAW, złożonej głównie z mężczyzn. Wzbudzała zainteresowanie z kilku powodów: nalegała, by móc jeździć na rowerze przeznaczonym dla mężczyzn, nie modelu przygotowanym dla kobiet, więc musiała być silną kobietą (modele dla mężczyzn były ciężkie), dodatkowo sprzeciwiła się normom płciowym i, zamiast spódnicy, jak oczekiwano, podczas jazdy na rowerze nosiła pumpy własnego projektu. Była za nie (oraz za całe stylizacje) nagradzana podczas konkursów na ubiory cyklistów (np. 4 lipca 1895 w Waltham Cycle Park). W prasie seksualizowano ją, nazywając „mroczną boginią Beanville”, „piękną kolorową panną” oraz „piękną i bujną czarną bloomeritą”. Media często zwracały większą uwagę na jej wygląd niż na umiejętności. Szczególnie Mary Sargent Hopkins z Bostonu, która sama była kolarką, ale konserwatywną, w prowadzonym przez siebie czasopiśmie „The Wheelwoman” publicznie krytykowała Knox za zbytnią postępowość. Nie krytykowała natomiast pochodzącej z wyższej klasy i białej Annie Londonberry, co może sugerować, że w stosunku do Knox kierował nią rasizm.
Kittie Knox była utalentowaną kolarką. Często dojeżdżała do mety szybciej niż mężczyźni biorący udział w zawodach i plasowała się wśród 20% najlepszych uczestniczących w wyścigach na 100 km. Uczestniczyła w wielu takich wyścigach i ukończyła je wszystkie. Brała też udział w wyścigach krótkodystansowych.
Od 1892 roku William Watts, prawnik i były konfederacki pułkownik, lobbował za wykluczeniem z LAW kilkuset czarnych członków i członkiń, w tym Kittie Knox. W 1894 zgłosowano za zmianą statutu LAW, zakazując czarnym członkostwa. Następnego dnia po głosowaniu stanowy parlament Massachusetts uchwalił rezolucję potępiającą barierę rasową, decyzję LAW potępił też bostoński Riverside Cycle Club. W ciągu roku liczba członków LAW spadła o około 1/3 (ponad 10 tys. kolarzy).
W 1895, krótko po wygranej w konkursie na strój kolarski, zorganizowany zamiast wyścigu kobiet, którym LAW zakazała udziału w zawodach, Knox pojawiła się na krajowych zawodach organizowanych przez LAW w Asbury Park w stanie New Jersey. Przyjechała na rowerze i zwróciła uwagę mediów, wykonując akrobacje. Następnego dnia, gdy chciała się zarejestrować, odmówiono jej wstępu mimo posiadania karty członkowskiej i wstawienia się za nią wielu uczestników spotkania. Według niektórych źródeł została, mimo niechęci przeciwników, została wpuszczona na spotkanie, wzbudzając zainteresowanie jako jedyna czarna kobieta na okolicznościowym balu. Uczestniczyła w wycieczkach rowerowych do Pleasure Bay, Rumson i Seabright, wyróżniając się szybką jazdą. W głównym wyścigu krajowym zajęła 12. miejsce wśród 50 kolarzy i kolarek. Niemniej podczas pobytu w Asbury Park odmówiono jej możliwości zatrzymania się w miejscowych hotelach i dostępu do restauracji.
Sprawa odbiła się szerokim echem w prasie krajowej, choć relacje były rozbieżne: jedne informowały, że wycofała się z pokorą i nie wnosiła skarg na kolegów, inne, że w jakiś sposób publicznie zaprotestowała. Możliwe, że chodziło o opisywane w prasie jej rowerowe sztuki. Incydent wywołał społeczną debatę na temat rasizmu w LAW oraz zasad członkostwa w organizacji i przysporzył Knox sławy. W 1895 doprecyzowano, że zmiany w statucie nie mają mocy wstecznej i Knox może zostać w LAW, co sprawiło, że stała się pierwszą Afroamerykanką w stowarzyszeniu.
W 1895 Knox odwiedziła Philadelphia Meteors, klub kolarski zrzeszających czarnych Etiopczyków, by uczestniczyć w wyścigu i pokazie fajerwerków. Po powrocie do Bostonu została wybrana na liderkę wielodniowej wycieczki na letnie spotkanie koła LAW w Massachusetts. Prasa rozpisywała się o jej umiejętnościach społecznych i radości, jaką czerpała z jazdy rowerem. W sierpniu 1895, podczas wyścigu Partridge White Ribbon Open, który niemal nie został odwołany z powodu burzy, Knox była jedyną kobietą, która przekroczyła linię mety. Potem odmówiono jej udziału (podobnie jak innym czarnym zawodnikom) w wyścigu rozpoczynającym się w Bostonie, zorganizowanym przez nowy klub Boston Wheelmen. Wstąpiła więc do klubu Commonwealth, który powstał jako koedukacyjna grupa po podziale Massachusetts Bicycle Club, gdy jego niektórzy członkowie odmówili kobietom członkostwa w organizacji. We wrześniu 1895 Knox przewodziła koedukacyjnej wyprawie rowerowej klubu Commonwealth Century do Newburyport. W reakcji na te wydarzenia inne kluby kolarskie na terenie Massachusetts wprowadziły barierę rasową i zakazały czarnym członkostwa. W LAW część członków zagroziła odejściem, jeśli Knox zostanie w organizacji. Czarni mieli zakaz członkostwa w LAW do 1999.

W 1896 Knox wyjechała do Paryża na wyścigi rowerowe oraz w celach towarzyskich. W Nowym Jorku wystąpiła w przedstawieniu teatralnym „Octoroons”, którego została zaproszona przez czarnego producenta Johna W. Ishama z powodu swoich umiejętności tanecznych i śpiewaczych. 

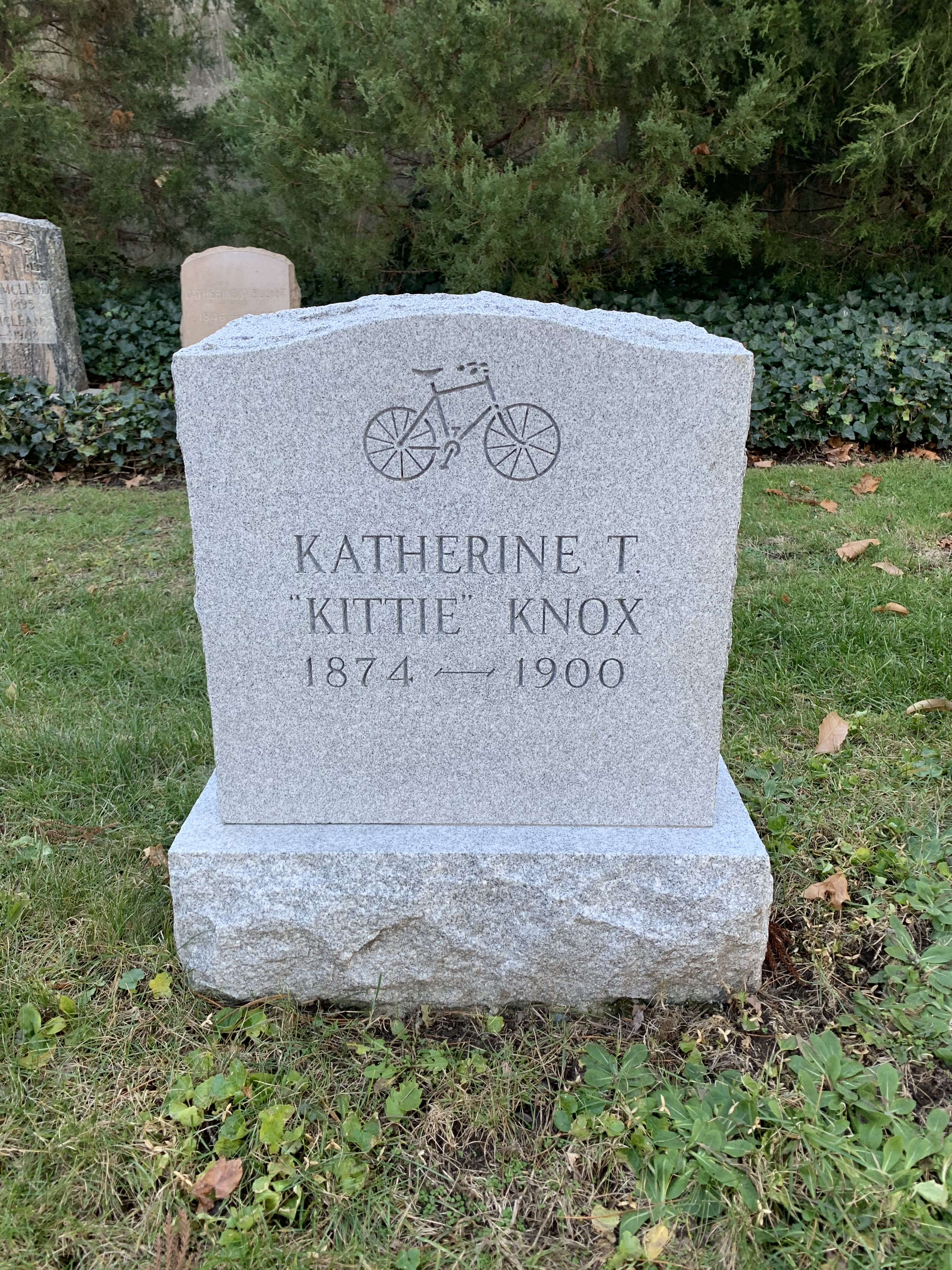
Nagrobek Kitty Knox

Zmarła z powodu choroby nerek w Massachusetts General Hospital. Została pochowana na cmentarzu Mount Auburn w nieoznaczonym grobie. W 2013 rodzina ze strony jej matki wystawiła nowy imienny nagrobek (działka 5000, grób 385, Vesper Path). Na zaprojektowanym przez Davida Sullivana cokole umieszczono rysunek roweru z epoki. Grób znajduje się na Szlaku Dziedzictwa Afroamerykanów wyznaczonym na cmentarzu.

## Upamiętnienie
W 2019 władze miasta Cambridge wybudowały utwardzoną ścieżkę rowerową łączącą Broadway i Binney Street. Poświęcono ją „Kittie Knox: afroamerykańskiej kolarce i aktywistce, która rzuciła wyzwanie barierom rasowym i płciowym w kolarstwie w latach 90. XIX wieku”.
Od 2022 MassBike i partnerzy organizują coroczny wyścig na cześć Kittie Knox.
Jej historia jest częścią Boston Women's Heritage Trail.
Grupa Major Knox Adventures organizuje rajd z okazji urodzin Kittie Knox.
The League of American Bicyclists przyznaje nagrodę im. Katherine T. „Kittie” Knox doceniającą „mistrzów równości, różnorodności i integracji w ruchu rowerowym”. W pierwszej edycji konkursu (2020) nagrodzono Ayeshę McGowan, pierwszą czarną zawodową kolarkę w USA.
Na wrzesień 2025 w Bostonie planowana jest seria trzech plenerowych przedstawień z użyciem rowerów pod hasłem The Kittie Knox Plays.